# Ballomarius inermis
Ballomarius inermis är en insektsart som beskrevs av Ronald Gordon Fennah 1950. Ballomarius inermis ingår i släktet Ballomarius och familjen vedstritar.
Artens utbredningsområde är Sierra Leone. Inga underarter finns listade i Catalogue of Life.